# جزیره فرانسوی (ویکتوریا)
جزیره فرانسوی (به انگلیسی: French Island) یک منطقهٔ مسکونی در استرالیا است که در ویکتوریا (استرالیا) واقع شده‌است.